# The Last Post (1929)
The Last Post fue un largometraje mudo dirigido por la cineasta británica Dinah Shurey  estrenado en enero de 1929. Al año siguiente, se estrenó una versión sonora. Aunque no existen copias de ninguna de las dos versiones, la British Film Institute tiene varios fotogramas de la película entre sus archivos.
Esta película es una de las diez «más buscadas» del cine británico, junto con The Mountain Eagle (1926) la segunda película de Hitchcock, y Two Crowded Hours (1931) de Michael Powell.